# Miroje Jovanović
Miroje Jovanović (in serbo Мироје Јовановић?; 10 marzo 1987) è un ex calciatore montenegrino, di ruolo centrocampista.

## Carriera

### Club
Ha esordito nella massima serie montenegrina con il Mladost Podgorica. Dopo due stagioni al Kom, con la maglia del Rudar Pljevlja ha vinto un campionato e due coppe montenegrine, esordendo in ambito internazionale.

### Nazionale
Ha esordito in nazionale il 15 novembre 2013 nell'amichevole contro il Lussemburgo vinta per 4-1.

## Palmarès
- Campionato montenegrino: 1

Rudar Pljevlja: 2009-2010
- Coppe del Montenegro: 2

Rudar Pljevlja: 2009-2010, 2010-2011